# Parlament Republiki Kazachstanu
Parlament Kazachstanu (kaz. Қазақстан Парламенті, ros. Парламент Казахстана) – główny organ władzy ustawodawczej w Kazachstanie. Ma charakter bikameralny i składa się z Mażylisu oraz Senatu. 
Mażylis liczy 107 członków wybieranych na pięcioletnią kadencję. Dziewięćdziesięciu ośmiu spośród nich pochodzi z wyborów bezpośrednich, a dziewięciu z wyborów pośrednich. 
W skład Senatu wchodzi 49 członków, z czego 34 jest wybieranych przez władze regionalne, a pozostałą część nominuje prezydent. Kadencja trwa sześć lat, przy czym co trzy lata odnawiana jest połowa składu izby. 